# Удод Данило Олегович
Данило Олегович Удод (нар. 9 березня 2004, Донецьк, Україна) — український футболіст, захисник донецького «Шахтаря», який виступає в оренді за «Маріуполь».

## Клубна кар'єра
Уродженець Донецька, вихованець футбольної академії місцевого клубу «Шахтар». Чемпіон Дитячо-юнацької футбольної ліги України (ДЮФЛУ) в вікових категоріях U-14 (2018 рік)та  U-15 років (2019 рік). У липні 2021 року вирушив в оренду в «Маріуполь» до кінця сезону 2021/22 років. 22 серпня 2021 року дебютував в українській Прем'єр-лізі в матчі проти «Зорі», вийшовши на заміну Станіславу Микицею.

## Кар'єра в збірній
У 2019 дебютував у складі юнацької збірної України (U-16).